# Parempheriella rufiventris
Parempheriella rufiventris är en tvåvingeart som först beskrevs av Loïc Matile 1974.  Parempheriella rufiventris ingår i släktet Parempheriella och familjen svampmyggor. Inga underarter finns listade i Catalogue of Life.